# Gerardo Guevara
Luis Gerardo Guevara Viteri (* 23. September 1930 in Quito; † 23. Dezember 2024 in Guayaquil) war ein ecuadorianischer Komponist.

## Leben
Guevara studierte am Conservatorio Nacional de Música in Quito und gewann bei einem Kompositionswettbewerb zu dessen fünfzigjährigem Bestehen 1950 den ersten Preis mit dem Klavierstück Inspiración. Er ging dann nach Guayaquil, wo er als Pianist im Orquesta Blacio Jr. spielte und als Assistent des Chorleiters des Conservatorio Antonio Neumane wirkte. 1958 entstand sein Ballett Yaguar shungo für Sinfonieorchester, Chor und Solisten.
Ein Stipendium der UNESCO ermöglichte ihm einen Studienaufenthalt bei Nadia Boulanger in Paris. 1967 wurde er Orchesterleiter an der École normale de musique de Paris. An der Sorbonne studierte er bei Jacques Chilly und erhielt 1968 ein Diplom als Musikwissenschaftler.
Seit 1971 dirigierte er das ecuadorianische Orquesta Sinfónica Nacional, im Folgejahr gründete er den Chor der Universidad Central del Ecuador, dessen Dirigent er wurde. 1973 wurde er Präsident der neu gegründeten Sociedad de Autores y Compositores Ecuatorianos (SAYCE). 1980 wurde er zum Direktor des Conservatorio Nacional de Música ernannt; er hatte die Stelle bis 1988 inne. Ab 1993 arbeitete er im Centro Integral de Música.

## Werke
- Inspiración für Klavier, 1950
- Despedida, 1957
- Apanny Shungo für Klavier, 1958
- Geografía für Bariton und Klavier(Text von Jorge Enrique Adoum), 1960
- Tierras für Bariton und Klavier (Text von Jorge Carrera Andrade), 1960
- Primer Cuarteto de Cuerdas, 1960
- El Hombre Planetario für Baritin und Klavier (Text von Carrera Andrada), 1962
- Drei Präludien für Klavier: Recitativo, Albazo und Sanjuanito, 1963
- Cantata para barítono, orquesta y Coro 1963–64
- Segundo Cuarteto de Cuerdas, 1963–64
- Atahualpa für Chor, 1965
- Indios für Chor, 1965
- Se va con algo mío, 1967
- Danzante del destino, 1967
- Danzante de la Ausencia, 1967
- Yaraví del desterrado, 1967
- Tuyallay, 1967
- Ismos für Violine, Viola, Cello, Oboe, Klarinette und Klavier, 1970
- Ecuador, Orchestersuite, 1972
- 5 Miniaturas (Panecillo, Pichincha, La Compañía, Avenida Veinticuatro de Mayo, Quito Norte) für Flöte, Horn, Oboe, Klarinette und Fagott, 1973
- Quito arrabal del cielo für Chor (Text von Jorge Reyes), 1974
- Galería siglo XX de pintores ecuatorianos, Orchestersuite, 1976
- El Panecillo, (Text von Eloy Proaño), 1977
- Solsticio de Verano, 1977
- Drei Melodien für Klavier, Sopran und Kammerorchester nach Texten von Ana María Iza (Iba a fugarme, Pasillo, Aquí me paro y grito), 1978
- Tríptico para Coro, 1978
- Jaguay, 1980
- Combate poético für Bariton und Klavier, 1980
- Otoño für Gesang und Klavier, 1980
- Fiesta für Klavier, 1982
- Diálogos für Flöte und Klavier (Luciano Carrera gewidmet), 1982
- Recitativo y Danza für Gitarre, 1983
- Juegos, 1983
- Suite Ecuatoriana, 1985
- Cuaderno pedagógico para alumnos de piano, 1985–86
- Huayra Shina für Sopran, Bariton und Orchester, 1987